# Jheimy da Silva Carvalho
Jheimy da Silva Carvalho, genannt Jheimy (* 6. August 1988 in São Luís), ist ein brasilianischer Fußballspieler. Der Rechtsfuß spielt vorwiegend im Angriff.

## Karriere
Jheimy begann seine Laufbahn zunächst bei verschiedenen unterklassigen Klubs, bis er 2010 zum Série A Klub Atlético Mineiro aus Belo Horizonte kam. In der Copa Sudamericana 2010 durfte er zwei Spiele für Atlético bestreiten. Er konnte sich hier aber nicht entscheidend durchsetzen und wurde bereits nach einer Saison wieder ausgeliehen. Lediglich in der Saison 2012 spielte er wieder erstklassig, ansonsten lief er meist in der Série B auf. Von 2016 bis 2017 war er bei Criciúma EC aktiv, welcher ihn 2017 im Zuge des laufenden Wettwebewerbs entließ. Jheimy kehrte daraufhin zum Ligakonkurrenten Oeste FC zurück, mit welchem er 2012 die Meisterschaft in der Série C gewann.
Jhmeiys Verträge beliefen sich auch danach auf kurzzeitige Engagements für jeweils nur Spiele in den Staatsmeisterschaften und anschließend in Meisterschafts- oder Pokalwettbewerben. Anfang Dezember 2019 unterzeichnete er einen Kontrakt beim EC São Bento. Mit dem Klub betritt er bis September elf Spiele (drei Tore) in Série A2 der Staatsmeisterschaft von São Paulo sowie sechs in der Série C (keine Tore). Im Januar 2021 wechselte Jhmeiys zum Tocantinópolis EC. Mit diesem bestritt er im Februar 2021 noch die Finalspiele der Staatsmeisterschaft von Tocantins 2020 unterlag aber gegen den Palmas FR. Direkt im Anschluss fand die Gruppenphase der Staatsmeisterschaft 2021 statt. Hier bestritt Jheimy sechs Spiele (sechs Tore). Auch in der Série D 2021 lief er für den Klub auf (elf Spiele, vier Tore). Nachdem sein Klub Ende Juli aus dem Wettbewerb ausgeschieden war, wechselte Jheimy zum Sociedade Imperatriz de Desportos, um mit diesem in der Qualifikation zum Copa do Nordeste 2021 anzutreten (zwei Spiele, ein Tor). Im Dezember kehrte er wieder zu Tocantinópolis zurück um diesen in den Finalspielen der Staatsmeisterschaft zu begleiten (zwei Spiele, drei Tore). Am 30. Dezember konnte er mit dem Klub den Titelgewinn gegen den Araguacema FC feiern. 2022 lief Jhmeiy weiterhin für Tocantinópolis in der Staatsmeisterschaft, dem Copa do Brasil 2022 und der Série D auf. Nach dem Ausscheiden im Viertelfinale in der Série, ging der Spieler im September zur AA Anapolina. Für den Klub bestritt er noch Partien in Série A2 der Staatsmeisterschaft von Goiás.
Zum Start in die Saison 2023 unterzeichnete Jheimy einen Vertrag beim Águia de Marabá FC. In dem Jahr war er dann noch zum dritten Mal für Sociedade Imperatriz aktiv. Danach beendete er seine aktive Laufbahn.

## Erfolge
Oeste FC
- Série C: 2012

Tocantinópolis
- Staatsmeisterschaft von Tocantins: 2021